# 郑亚莉
郑亚莉（1965年11月—），浙江象山人，汉族，中国民主建国会会员。中华人民共和国政治人物、第十三届全国人民代表大会浙江地区代表。担任浙江金融职业学院院长。
2018年2月24日，当选为第十三届全国人大代表。